# Rockstarz
Rockstarz ist ein Lied der estnischen Girlgroup Vanilla Ninja in englischer Sprache, das als zweite Single ihres vierten Studioalbums Love Is War am 8. September 2006 bei EMI/Capitol Music veröffentlicht wurde.

## Produktion und Erfolg
Das Stück wurde von Per Hendrik Aldeheim, Christian Neander und Michelle Leonard geschrieben und von Kiko Masbaum für Tinseltown Music Productions produziert. Als Co-Produzenten fungierten Jens Rodenberg und Henrik Kersten. Aufgenommen wurde das Stück in den Tinseltown Music Studios.

## Maxi-Single
Die Single beinhaltet, anders als Vanilla Ninjas zuvor veröffentlichte Maxi-Singles, nicht das Musikvideo zum Song, sondern ein Making-of-Video. Der Song ist nicht in der Originallänge auf der Single zu hören, sondern als gekürzter Radio-Edit. Zudem wurde das Lied als Hard- und als Akustikversion abgemischt.

### Titelliste
1. Rockstarz (Radio-Edit) – 3:19
2. Rockstarz (Instrumental-Version) – 3:25
3. Rockstarz (Acoustic-Version) – 3:26
4. Rockstarz (Hard-Version) – 3:27
5. Video: Vanilla Ninja Behind the Scenes – 2:24[1][2]

### Artwork
Auf dem Singlecover findet sich das goldfarbene Logo von Vanilla Ninja und der Titelschriftzug auf schwarzem Hintergrund. Das Booklet ist komplett in schwarz gehalten. Die CD selbst ist goldfarben.

## Mitwirkende
- Produzent: Kiko Masbaum[2]
- Musik und Text: Per Henrik Aldeheim, Michelle Leonard, Christian Neander
- Aufnahme: Kent Larsson
- Mastering: Darcy Proper
- Co-Produzent: Jens Rodenberg, Henrik Kersten
- Vocalcoach: Michelle Leonard
- Schlagzeug: Florian Peil
- Bass: Krischan Frehse
- Gitarre / Akustikgitarre: Bassel El Hallak
- Keyboard: Kiko Masbaum
- Backgroundgesang: Piret Järvis, Lenna Kuurmaa, Michelle Leonard, Florian Peil
- Artwork / Design: Koeln80.de[1]

## Musikvideo
Das Musikvideo zu Rockstarz wurde vom 30. Juni bis zum 1. Juli 2006 innerhalb von 20 Stunden in der Berliner Columbiahalle und Umgebung gedreht. Die ausführende Produktionsfirma beim Dreh war die Katapult Filmproduktion. Beim Dreh des Musikvideos übernahm Sandra Marschner die Regie. Sven Gessner war für die Ausstattung des Sets verantwortlich. Für das Styling von Lenna Kuurmaa, Piret Järvis und Katrin Siska waren Petra Klapprott und Michael Felifla verantwortlich. Aufgenommen wurden alle Szenen von Duli Georg Diemannsberger. Der Produzent des Videos war Gernot Jurisch-Navarro. Holger Lehnau war für die Lichtausstattung zuständig. Zu diesem Videodreh wurden Fans der Band eingeladen, um verschiedene Gastrollen zu übernehmen. Außerdem spielten Kuurmaas Bruder und einige Freunde der Band mit.

## Chartplatzierungen
Rockstarz debütierte am 25. September 2006 auf Platz 86 der deutschen Singlecharts und blieb dort eine Woche. In Österreich und in der Schweiz konnte sich die Single nicht in den Charts platzieren.
| ChartsChartplatzierungen | Höchstplatzierung | Wochen |
| ------------------------ | ----------------- | ------ |
| Deutschland (GfK)        | 86 (1 Wo.)        | 1      |